# Bruno Onorato Fochesato
Bruno Onorato Fochesato (Nogarole Vicentino, 7 agosto 1943) è un ex calciatore italiano, di ruolo difensore.

## Carriera
Cresciuto nel vivaio della Juventus, esordisce in gara ufficiale, quando non ha ancora compiuto vent'anni, il 27 marzo 1963, a Torino, in una partita di Coppa Italia persa dai bianconeri per 1-0 contro il Verona. Nel campionato successivo, a seguito della cessione agli juventini di Carlo Dell'Omodarme e Adolfo Gori, passa alla SPAL di Paolo Mazza assieme a Dante Crippa e Giuseppe Castano, esordendo dunque in Serie A il 29 dicembre 1963 a Bari nella partita persa dai ferraresi per 1-0. A fine anno, concluso per Fochesato da titolare, la squadra retrocede. Nell'annata successiva fra i cadetti va in rete contro il Potenza il 31 gennaio 1965 a Ferrara.
Torna quindi nella massima serie con i biancoazzurri ma non trova spazio essendo stretto da Gianfranco Bozzao, Luigi Pasetti e Gennaro Olivieri. Gioca la sua ultima partita in Serie A il 20 febbraio 1966 a Milano contro il Milan.
Viene così ceduto al Savona in Serie B e, dopo essere partito titolare, gioca solamente 5 partite subendo un brutto infortunio di gioco in cui si frattura tibia e perone. Dopo questo campionato Fochesato chiude anzitempo con il calcio professionistico e gioca successivamente sino alla metà degli anni settanta nell'U.S.D. Ciriè.